# José Martínez de San Martín

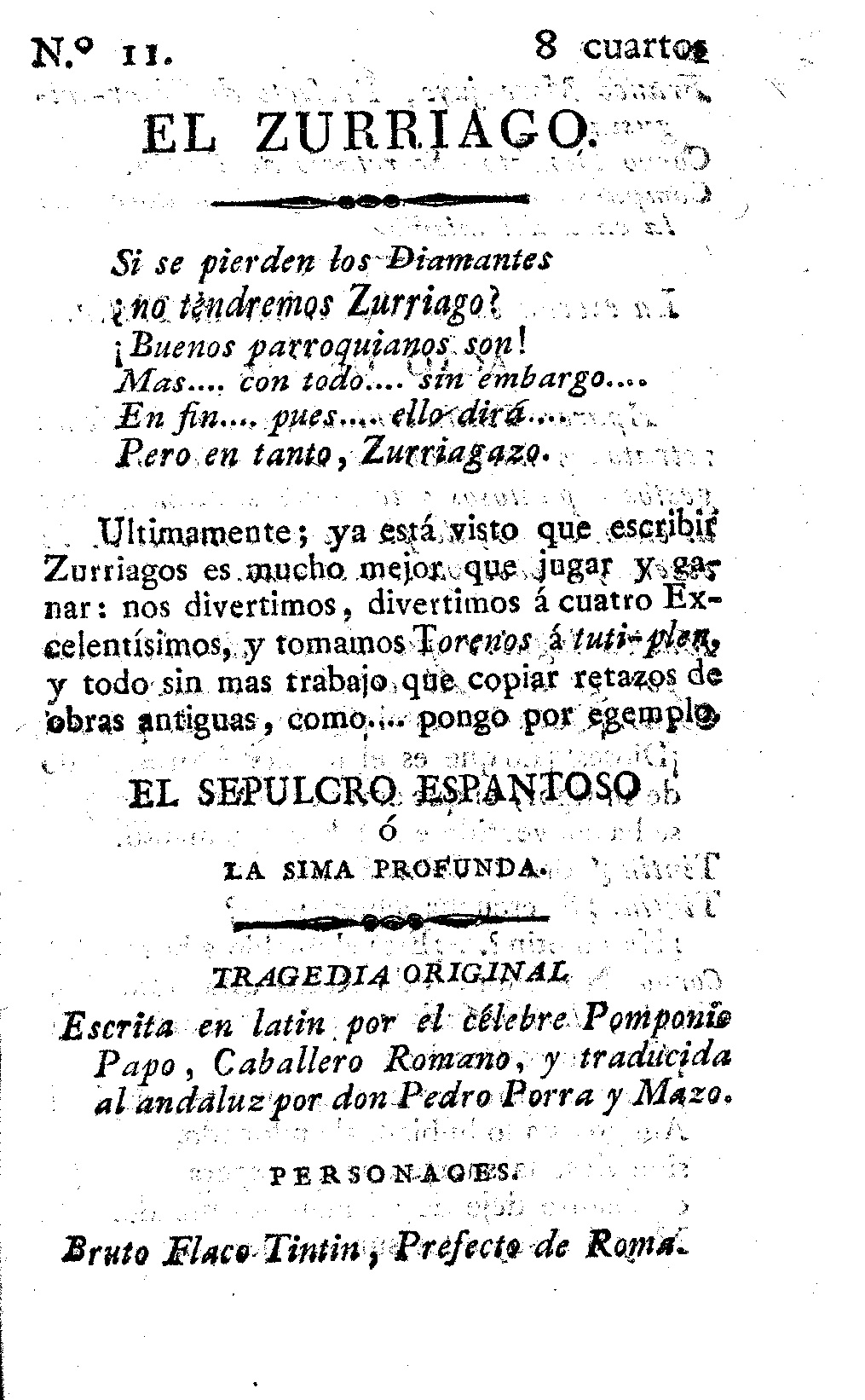
Apodado Tintín, José Martínez de San Martín será víctima constante de los dardos de El Zurriago: El sepulcro espantoso o la sima profunda, tragedia original de Pomponio Papo traducida al andaluz por Pedro Porra y Mazo, protagonizada por Bruto Flaco Tintín, prefecto de Roma. El Zurriago, n.º 11, p. 1. Hemeroteca digital, Biblioteca Nacional de España.

José Martínez de San Martín, apodado Tintín o Tintín de Navarra por sus enemigos exaltados, fallecido en Madrid en 1839, fue médico de la cámara real, guerrillero en la Guerra de la Independencia española, político liberal y militar español. Jefe político de Madrid en 1821 y 1822 —Trienio Liberal— en el ejercicio del cargo cerró la tertulia patriótica de La Fontana de Oro y disolvió el 18 de septiembre de 1821, en la calle Mayor de Madrid, en el tramo comprendido entre la Plaza de la Villa y la de San Miguel, conocido como de las Platerías, la procesión con el retrato de Rafael del Riego organizada por elementos liberales exaltados que se referirán en adelante al suceso, con un punto de ironía, como la batalla de las Platerías. En julio de 1834 —Regencia de María Cristina de Borbón— siendo capitán general de Madrid con rango de mariscal de campo, se produjo la matanza de frailes, por cuya causa no llegó a tomar posesión del escaño de prócer del Reino para el que había sido designado, al dejarse en suspenso su juramento en tanto fuese esclarecida su conducta durante los sucesos.

## Biografía
Navarro, era hermano de Pedro Martínez de San Martín, clérigo que llegaría a ser obispo de Barcelona, prócer del Reino y senador. Formado en cirugía en Burgos y médico de la Real Fábrica de Porcelana del Buen Retiro, al estallar la Guerra de la Independencia se incorporó a la guerrilla como comandante de la división de Cuenca a las órdenes del general Bassecourt y en la actual provincia de Albacete donde alzó el batallón de Voluntarios de Alcaraz y alcanzó el grado de brigadier. En 1817 aparece en la Lista de Médicos de Madrid como médico honorario de cámara, académico de la real de medicina y brigadier. La Real Academia de Medicina conserva veintiún informes manuscritos de Martínez de San Martín sobre temas médicos diversos.
El 18 de julio de 1821, Francisco Copons y Navia, jefe político de Madrid, presentó su dimisión en respuesta a un extenso escrito del ministro Ramón Olaguer Feliú en el que le acusaba de tolerar los excesos verbales que se producían en las reuniones de la sociedad patriótica de la Fontana de Oro, incumpliendo las facultades que le otorgaba la ley de sociedades del 21 de octubre de 1820. La dimisión de momento no le fue aceptada, pero el 7 de septiembre fue sustituido por José Martínez de San Martín, al que se le encomendó el cargo en condición de interino. San Martín procedió a cerrar la Fontana de Oro y ordenó la detención de su propietario, Juan Antonio Gippini —inmediatamente puesto en libertad bajo fianza— y algún otro miembro de la sociedad, entre ellos los editores de El Zurriago, Félix Mejía y Benigno Morales, después de que el 17 convocaran una procesión para el día siguiente con el retrato de Riego en respuesta a su cese como capitán general de Aragón. El 18 de septiembre por la mañana San Martín suspendió «por ahora» las reuniones de la Fontana y dictó un bando desautorizando la marcha, que, no obstante, se inició por la tarde en la Puerta del Sol y fue interceptada en la calle Mayor, en el tramo conocido como de las Platerías, por el jefe político, el propio Martínez de San Martín, secundado por el jefe militar, Pablo Morillo, al frente de una compañía de granaderos de la Milicia Nacional, que dispersó a los manifestantes y se hizo con el retrato.
Su actuación en la «batalla de las Platerías» valió a San Martín el nombramiento de jefe político de Madrid en propiedad y la resuelta enemistad de los exaltados, agravada tras el golpe de Estado protagonizado por la guardia real en julio de 1822. En septiembre, tras la caída del Gobierno de Francisco Martínez de la Rosa, fue sustituido por Juan Palarea al frente de la jefatura política de Madrid, y en octubre, después de asumir como fiscal el comunero Juan de Paredes la causa por los sucesos del 7 de julio, fue apresado en la cárcel de Corte, como reclamaban con insistencia los exaltados, aunque unas semanas después —en los primeros días de diciembre— quedó en libertad, trasladándose su causa al Tribunal Supremo de Justicia. En defensa de su actuación en aquellas jornadas redactó y publicó un folleto de seis páginas: Breve respuesta del ex-gefe político de la provincia de Madrid D. José Martínez San Martín a lo que dice la comisión llamada de medidas de las actuales cortes estraordinarias sobre su conducta en los primeros días del mes de julio último, Madrid, Imprenta de don Mateo Repullés, 1823 [4 de febrero].
Desde su nombramiento como jefe político de Madrid, San Martín iba a ser una de las víctimas predilectas de las sátiras de El Zurriago. Ya el número 6 del periódico, que salía sin fecha fija, lo encabezaba un supuesto «monólogo famoso del maestro Tirso de Molina» en un acto titulado Las victorias de Tintín y asombro de entrambos mundos. El monólogo tiene lugar en un local de la calle de Alcalá, ante un retrato del Quijote, y comienza con Tintín diciéndose a sí mismo:

Y bien, Tintín, ya estás en Candelero,
y desde hoy serás un hombrecito.
Llénate de sobervia, ponte tieso,

que ya eres un señor, no un Dominguillo.
¡O Suerte venturosa, que me saca
de la nada a ser algo!... Mas ¿qué digo?

Que suerte ni que porra... Por mis puños
todos estos laureles he adquirido.
Si señor; yo vencí en una batalla
a cuatrocientos mil republiquillos...

El monólogo termina cuando a lo lejos se oyen voces de gentes que cantan el trágala y el lairón con vivas a Riego. Caracterizado como un cobarde en todas estas chanzas, Tintín siente terror, busca refugio y protesta 

Yo no he sido, señores... yo no he sido.
Si soy un curandero de una aldea...
bien lo dicen los tarros y botijos...

Suena entonces un martillazo, alusión al instrumento con el que liberales exaltados asesinaron en la cárcel de la Corona a Matías Vinuesa, cura de Tamajón, que será otro elemento constante en las sátiras de El Zurriago y del que hacen frecuente festejo, y al escuchar su ruido Tintín exclama:

¡Tamajón, Tamajón! ¡Ah! yo me muero:
escarmienta tú en mí, Zascandil mío.
—El héroe se dejó caer en el suelo como un bestia. Pasa sobre él una legión de perros de aguas que se orinan encima de su alma y marchan a escape: el patio se hunde a silvidos: las vecinas acuden también a su socorro y al encontrarle sin lesión y con tanto miedo sueltan la carcajada. Cae el telón.

En el 7 de julio, quinta novela de la segunda serie de los Episodios Nacionales, Benito Pérez Galdós caracterizaba así la situación por la que atravesaba el país, con referencia a los opuestos papeles que en ella jugaban las chabacanas invectivas de El Zurriago y Martínez de San Martín:

No había tierra ni llano donde no apareciesen partidas, fruta natural de la anarquía en nuestro suelo. En Cataluña, dos célebres guerrilleros de estado eclesiástico, mosén Antón Coll y fray Antonio Marañón, el Trapense, arrastraban a los campesinos a la guerra santa. El segundo, con un crucifijo en la mano izquierda y un látigo en la derecha, conquistaba pueblo tras pueblo, y al apoderarse de la Seo de Urgel, asesinaba con ferocidad salvaje a los defensores prisioneros [...] Las grandes potencias estaban ya extremadamente amostazadas, viendo nuestro desconcierto. Francia sostenía en la frontera su célebre cordón sanitario. Roma se negaba a expedir las bulas a los obispos nombrados por las Cortes. Iba a reunirse el Congreso de Verona, con el fin que todos saben [...] Poseíamos una prensa insolente y desvergonzada, cual no se ha visto nunca. Todos los excesos de hoy son donaires y galanuras comparados con las bestialidades groseras de El Zurriago, de Madrid, y El Gorro, de Cádiz. Los insultos del primero encanallaban a la plebe. Nadie se vio libre de la inmundicia con que rociaba a los ministros, a los diputados moderados, a las autoridades todas. El Gobierno, no teniendo ley para sofocar aquella algarabía indecente, la sufría con paciencia; pero los polizontes, que no entendían de leyes, imaginaron hacer callar a El Zurriago de una manera muy peregrina. Se apoderaron de Mejía, su redactor, y después de esconderlo durante dos días, le metieron en una alcantarilla. Era, según ellos, el paraje donde debía estar. Pero Mejía salió, y después de limpiarse, enarbolaba de nuevo su asquerosa bandera con el lema:

No entendemos de razones,
moderación ni embelecos:
a todo el que se deslice,
zurriagazo y tente, perro.

En este desconcierto dos hombres de acción y energía pugnaban por afirmar el principio de autoridad. Eran el jefe político Martínez de San Martín, llamado por el populacho Tintín de Navarra, y el general Morillo, que ganó en América la corona condal de Cartagena de Indias, militar denodado y buen caballero.
 Tal era el cuadro que ofrecía esta Nación privilegiada en junio de 1822.

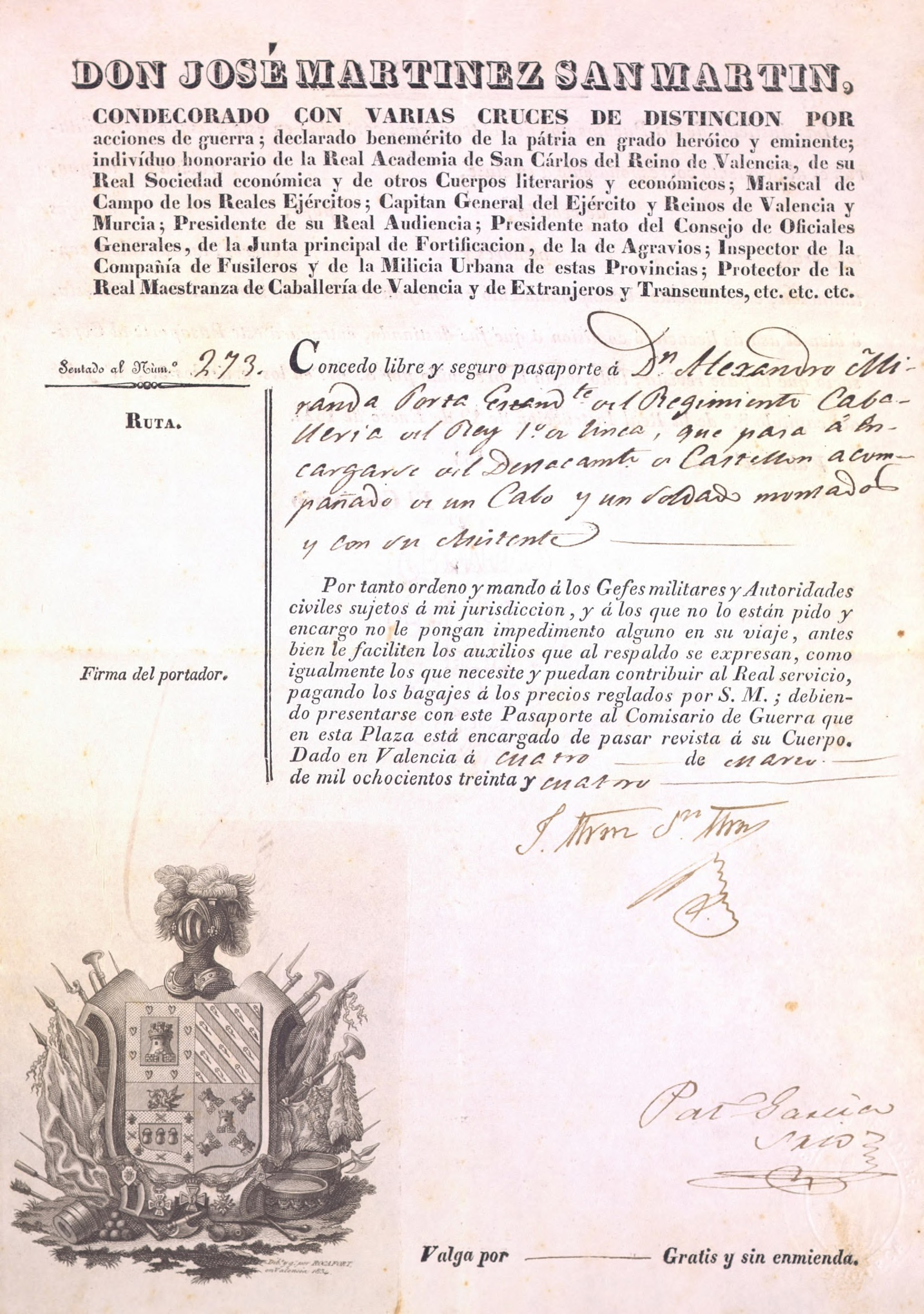
Pasaporte expedido a favor de Alejandro Miranda con el escudo de José Martínez de San Martín, capitán general de los Ejércitos y Reinos de Valencia y Murcia, dibujado y grabado por Tomás Rocafort y López, 1833.

Muerto Fernando VII se declaró leal a Isabel II y la reina gobernadora, siéndole confiado a finales de octubre de 1833 el restablecimiento de los dos batallones de la antigua milicia urbana de Badajoz, donde se encontraba de cuartel. Por la eficacia con que desempeñó esta tarea el 15 de noviembre fue nombrado gobernador interino de Badajoz. Solo unos días después, el 27 de noviembre, promovido a mariscal de campo, se despidió en la orden de plaza de la comandancia de Badajoz para marchar a su nuevo destino como segundo cabo comandante general de los reinos de Valencia y Murcia. En enero de 1834 se le encomendó en propiedad la capitanía general de Valencia y Murcia, donde se habían alzado partidas carlistas. Capitán general de Castilla la Nueva en abril de 1834, un mes después asumió también la superintendencia general de policía de Madrid integrada en el ministerio del Interior.
El 17 de julio, afectada la población por una epidemia de cólera, corrió por Madrid el rumor de que estaban siendo envenenadas por religiosos regulares las fuentes públicas y en la tarde noche de ese día y mañana del siguiente fueron asaltados varios conventos y setenta y tres religiosos fueron asesinados, resultando otros once heridos. Las autoridades civiles —Francisco Martínez de la Rosa, como jefe del Gobierno— y militares —San Martín— fueron acusadas de inacción y, en todo caso, el estallido violento evidenció una notable falta de autoridad y de recursos, con parte de la guarnición contagiada dando pábulo al rumor calumnioso, de modo que cuando se trató de responder los agentes se enfrentaron entre sí. San Martín disolvió la milicia urbana y, falto de un plan, se limitó a tratar de sofocar los ataques a los conventos conforme se producían. Fue el duque de Gor, gobernador civil de Madrid, quien asumió las funciones gubernativas de orden público que posibilitaron recuperar el orden el día 18.
A Martínez de San Martín se le formó causa, solicitada por él mismo, que le impidió tomar posesión del escaño de prócer del Reino, y lo sustituyó interinamente Prudencio de Guadalfajara, con un pasado absolutista. Procesado por la Audiencia de Madrid, fue privado de empleo y sueldo durante veintiséis meses por negligencia, de los que diez los pasaría en arresto domiciliario a la espera de juicio, que no se resolvió hasta diciembre de 1837 y resultó de él absuelto.
Antes incluso de dictarse la absolución, en octubre de 1836 tomó nueva posesión de la capitanía general de Extremadura, donde hubo de hacer frente a partidas carlistas que cruzaba a aquella provincia desde Toledo, y en agosto de 1837, amenazada Madrid por la proximidad de la Expedición Real, se le confió el mando de uno de los nueve distritos militares en los que se organizó la defensa de la capital, el comprendido entre las puertas de Segovia y de Toledo.